# Campanula bordesiana
Campanula bordesiana är en klockväxtart som beskrevs av René Charles Maire. Campanula bordesiana ingår i släktet blåklockor, och familjen klockväxter. Inga underarter finns listade i Catalogue of Life.